# Arrastre (cronobiología)
En el estudio de la cronobiología, el arrastre ocurre cuando los eventos rítmicos fisiológicos o conductuales hacen coincidir su período con el de una oscilación ambiental. En última instancia, es la interacción entre los ritmos circadianos y el medio ambiente. Un ejemplo central es el arrastre de los ritmos circadianos al ciclo diario de luz y oscuridad, que en última instancia está determinado por la rotación de la Tierra. La exposición a ciertos estímulos ambientales indicará un cambio de fase y un cambio brusco en la sincronización del ritmo. El arrastre ayuda a los organismos a mantener una relación de fase adaptativa con el medio ambiente, así como a prevenir la deriva de un ritmo libre. Se cree que esta relación de fase estable lograda es la función principal del arrastre.

## Modos de arrastre
- El modo fásico es cuando hay una interacción limitada con el medio ambiente para "reiniciar" el reloj todos los días en una cantidad igual al "error", que es la diferencia entre el ciclo ambiental y el ritmo circadiano del organismo.
- El modo continuo es cuando el ritmo circadiano es ajustado continuamente por el entorno, generalmente con luz constante. Dos propiedades, el período de funcionamiento libre de un organismo y la curva de respuesta de fase, son las principales piezas de información necesarias para investigar el arrastre individual. También hay límites para el arrastre. Aunque puede haber diferencias individuales en este límite, la mayoría de los organismos tienen un límite de arrastre de +/- 3 horas. Debido a este límite, la reincorporación puede llevar varios días.[2]

El término "arrastre" se aplica porque los ritmos biológicos son endógenos: el ritmo persiste incluso en ausencia de señales ambientales porque no es un comportamiento aprendido sino algo inherente a los organismos. De las varias señales posibles, llamadas zeitgebers (en alemán, 'dadores de tiempo', 'sincronizadores', 'cronometradores externos'), que pueden contribuir al arrastre, la luz tiene el mayor impacto. Unidades de tiempo circadiano (CT en inglés)  se utilizan para describir el arrastre para referirse a la relación entre el ritmo y la señal/pulso de luz.
El ciclo de actividad/descanso (sueño) en los animales es uno de los ritmos circadianos que normalmente son arrastrados por señales ambientales. En los mamíferos, estos ritmos endógenos son generados por el núcleo supraquiasmático (SCN, del inglés suprachiasmatic nucleus) del hipotálamo anterior. El arrastre se logra alterando la concentración de los componentes del reloj a través de la expresión génica alterada y la estabilidad de las proteínas.
Las oscilaciones circadianas ocurren incluso en las células de órganos aislados como el hígado/corazón como osciladores periféricos, y se cree que se sincronizan con el marcapasos maestro en el cerebro de los mamíferos, el núcleo SCN. Tales relaciones jerárquicas no son las únicas posibles: dos o más osciladores pueden acoplarse para asumir el mismo período sin que ninguno de ellos sea dominante sobre el otro. Esta situación es análoga a los relojes de péndulo de Huygens.

## Fase de arrastre
La fase de arrastre se refiere al momento relativo de cualquier evento circadiano dentro del día objetivo de 24 horas.
Cuando una buena higiene del sueño es insuficiente, la falta de sincronización de una persona con la noche y el día puede tener  consecuencias para la salud. Existe alguna variación dentro del arrastre de los cronotipos normales; es normal que los humanos se despierten entre las 5 a. m. y las 9 a. m.. Sin embargo, los pacientes con DSPD, ASPD y un trastorno de sueño-vigilia que no dura 24 horas no se incorporan adecuadamente a la luz/oscuridad.

## Otras lecturas
- Pittendrigh CS (1981) Sistemas circadianos: Arrastre. En Handbook Behavioral Neurobiology, vol. 4. Ritmos biológicos, J. Aschoff, ed. páginas.   239–68, University of California Press, Nueva York.

- Datos: Q1345068